# 반 치앙
반 치앙(태국어: แหล่งโบราณคดีบ้านเชียง, Ban Chiang)은 태국 우돈타니 주 농한 암프에 위치한 기원전 2100년에서 기원후 200년 사이의 선사시대 유적지이다. 1992년 유네스코 세계유산으로 지정되었다.

## 개요
1966년에 발견된 이곳은 매혹적인 홍도로 인해 많은 관심을 끌었다. 이곳에 살던 사람들은 그 중요성을 모른 채 오랫동안 매장시켜 두었다.
1966년 8월 스티브 영이라는 인류학자와 하버드 대학교의 학생들이 졸업 논문을 위해 이곳에 살면서 인터뷰를 하였다. 태국의 대변인이었던 영은 이곳에 고대 동남아시아의 유적이 있을지도 모른다는 윌리엄 솔헤임의 논문을 잘 알게 되었다. 어느날 마을 학교의 미술선생이었던 조수와 함께 반치앙의 오솔길을 걷다가 판야 나무의 뿌리에 걸려넘어졌는데 얼굴을 진흙탕에 박고 말았다. 그의 아래로 작고 중간 크기의 토기 끝이 노출되어 있는 것을 발견했다. 영은 이 도기를 불에 구워 만든 것이 매우 원시적임을 알아챘지만, 토기의 표면에 적용된 디자인은 독특하고 놀라웠다. 그는 도기의 쌤플을 가지고 방콕에서 사설 박물관을 운영하고 있는 판팁 춤보떼 왕자를 찾아갔다. 그리고 이것은 후에 태국 정부의 마술부를 맡은 찐유디에게 넘겨졌다. 이후, 포드 재단의 미술 역사학자인 엘리자베스 리온이 사금파리를 반치앙에서 펜실베이니아 대학에 연대측정을 위해 보냈다.
1967년 최초의 공식 발굴에서 청동 부장품과 함께 묻혀 있는 여러 무덤을 발견했다. 탄화된 볍씨도 발견되어, 청동기 시대의 거주자들이 농부였음을 확신했다 이 유적지의 가장 오래된 고분에는 청동 부장품이 발견되지 않았고, 신석기 문화를 나타내는 무덤이었다. 가장 최근의 무덤은 철기 시대까지 거슬러 올라갔다.
열형광 측정법을 이용한 첫 번째 연대 측정은 기원전 4420년에서 기원전 3400년 경의 시기로 나타났고, 이것은 세계에서 가장 오래된 청동기 문화의 유적지로 만들었다. 그러나 1974년에서 1975년에 걸친 발굴에서 방사능 연대 측정에 충분한 재료가 수집되자 가장 초기의 고분이 기원전 2100년 전의 것이며, 가장 최근의 것이 서기 200년의 것으로 밝혀졌다. 발굴된 자료를 근거로 볼 때 청동기는 기원전 2000년 전에 만들어졌다. 팔찌와 귀고리, 발찌, 줄과 막대와 창두, 도끼, 까뀌, 고리, 검날, 작은 종을 포함한 청동기가 발견되었다.
이 유적지는 반치앙 문화와 다른 태국의 선사 시대 유물이 캘리포니아 박물관과 다른 소속의 단체에서 불법적으로 발굴되어 다시 2008년 헤드라인에 올랐다. 이들의 계획에는 이러한 물품들을 밀수하여 박물관에 기증하여 면세를 받을 목적도 있었다.

## 같이 보기
- 동선 문화